# Arrondissement di Saint-Martin-Saint-Barthélemy
L'arrondissement di Saint-Martin-Saint-Barthélemy è la ex suddivisione amministrativa francese, situata nel dipartimento d'oltremare francese della Guadalupa.
In seguito all'approvazione di una legge francese del 21 febbraio 2007 infatti è stato accordato a questi due territori lo status di collettività d'oltremare ridenominandoli: Collettività di Saint-Barthélemy e Collettività di Saint-Martin.

## Composizione
L'arrondissement raggruppava 2 comuni in 3 cantoni:
- Cantone di Saint-Barthélemy
- Cantone di Saint-Martin-1
- Cantone di Saint-Martin-2